# Wassy
Wassy (soms ook Wassy-sur-Blaise genoemd) is een gemeente in het Franse departement Haute-Marne (regio Grand Est). De gemeente telde 2.776 inwoners op 1 januari 2022. De plaats maakt deel uit van het arrondissement Saint-Dizier.
De plaats kent al eeuwenlang metaalnijverheid en nog steeds zijn er toeleveringsbedrijven voor de transportindustrie.
Hier vond op 1 maart 1562 het bloedbad van Wassy plaats waarbij de katholieke factie onder leiding van hertog Frans van Guise de hugenoten aanvielen. Dit was een startpunt van de Eerste Hugenotenoorlog.

## Geschiedenis

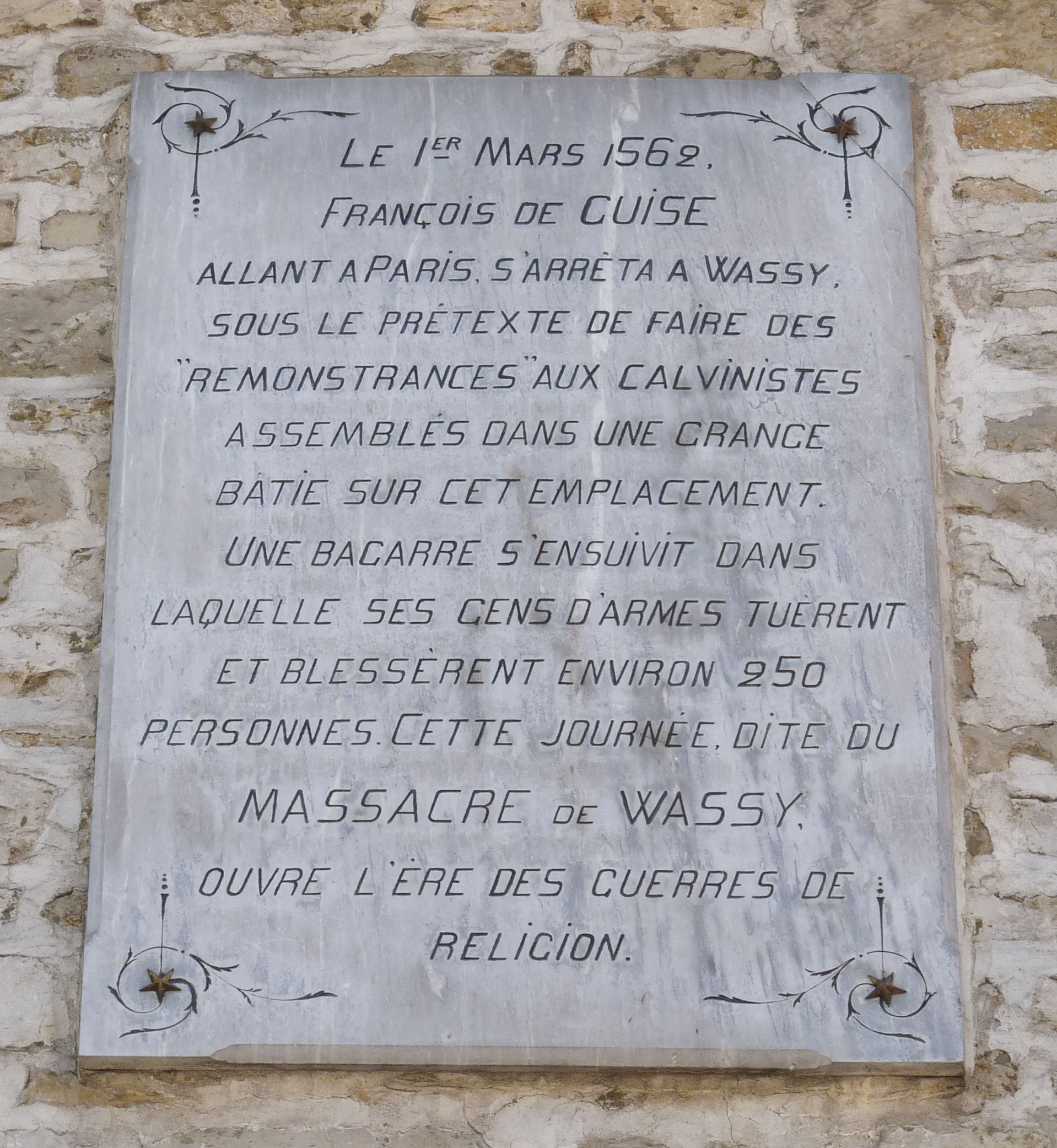
Gedenkplaat voor het bloedbad van Wassy

De plaats werd voor het eerst genoemd in 672. Vanaf de 12e eeuw was Wassy een kleine ommuurde stad met een kasteel en een romaanse kerk, de Notre-Dame-en-sa-Nativité. De stad stond bekend om haar ijzerindustrie. Al in 1157 had de Abdij van Clairvaux bij Wassy een grote ijzersmederij.
Lakenhandelaars brachten al vroeg in de 16e eeuw het protestantse gedachtegoed naar Wassy. Zo werd de stad een protestants bolwerk. Dit was zeer tegen de zin van de katholieke hertog Frans van Guise die resideerde in het nabijgelegen Joinville. Hij liet een bloedbad aanrichten onder protestanten die zich in een schuur in Wassy hadden verzameld.
In de 18e eeuw verdwenen de ringvormige stadsmuur en de stadspoorten. Verder werd de stad beschermd tegen overstromingen van de Blaise, die ten zuiden van het oude centrum stroomt. Na de Franse Revolutie werd Wassy de onderprefectuur van een arrondissement. Dit maakte van Wassy een administratief centrum, tot dit arrondissement in 1926 werd afgeschaft. De 19e eeuw betekende ook het hoogtepunt van de metaalindustrie in Wassy. Het Canal de la Blaise werd gegraven in 1881 en een spoorwegstation werd geopend in 1868. De spoorlijn Wassy - Saint-Dizier was 24 kilometer lang. Ze werd gesloten voor het reizigersverkeer in 1952 en voor het vrachtverkeer in 1991. Het vrachtvervoer werd weer opgestart in 1994 maar gestaakt in 2011. Sindsdien is een deel van de vroegere spoorlijn omgevormd tot fietspad.

## Geografie
De oppervlakte van Wassy bedroeg op 1 januari 2022 33,82 vierkante kilometer; de bevolkingsdichtheid was toen 82,1 inwoners per km².
De Blaise stroomt door de gemeente evenals het Canal de la Blaise dat evenwijdig met deze rivier loopt.
De onderstaande kaart toont de ligging van Wassy met de belangrijkste infrastructuur en aangrenzende gemeenten.

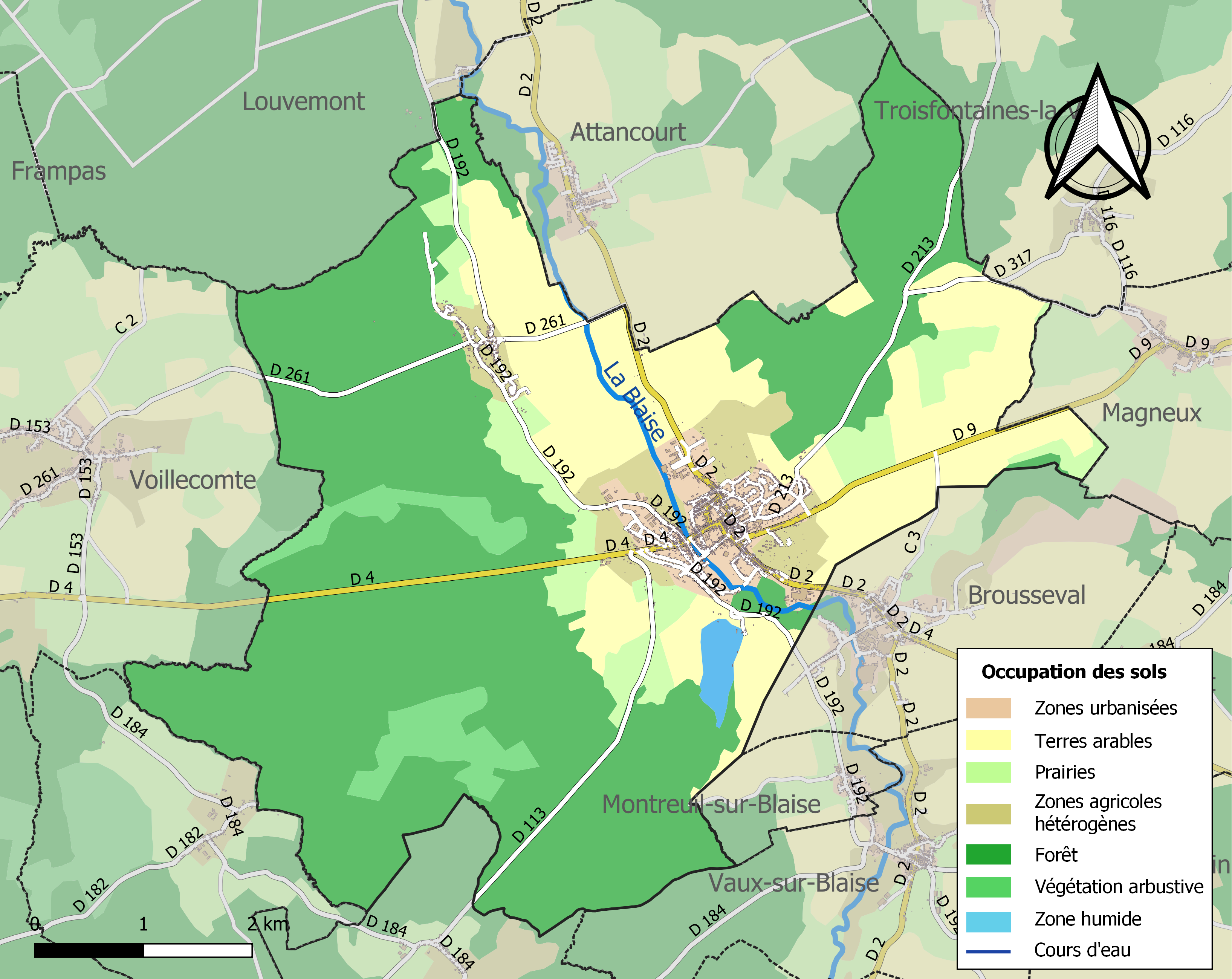

## Demografie
Onderstaande figuur toont het verloop van het inwonertal (bron: INSEE-tellingen).

## Bezienswaardigheden

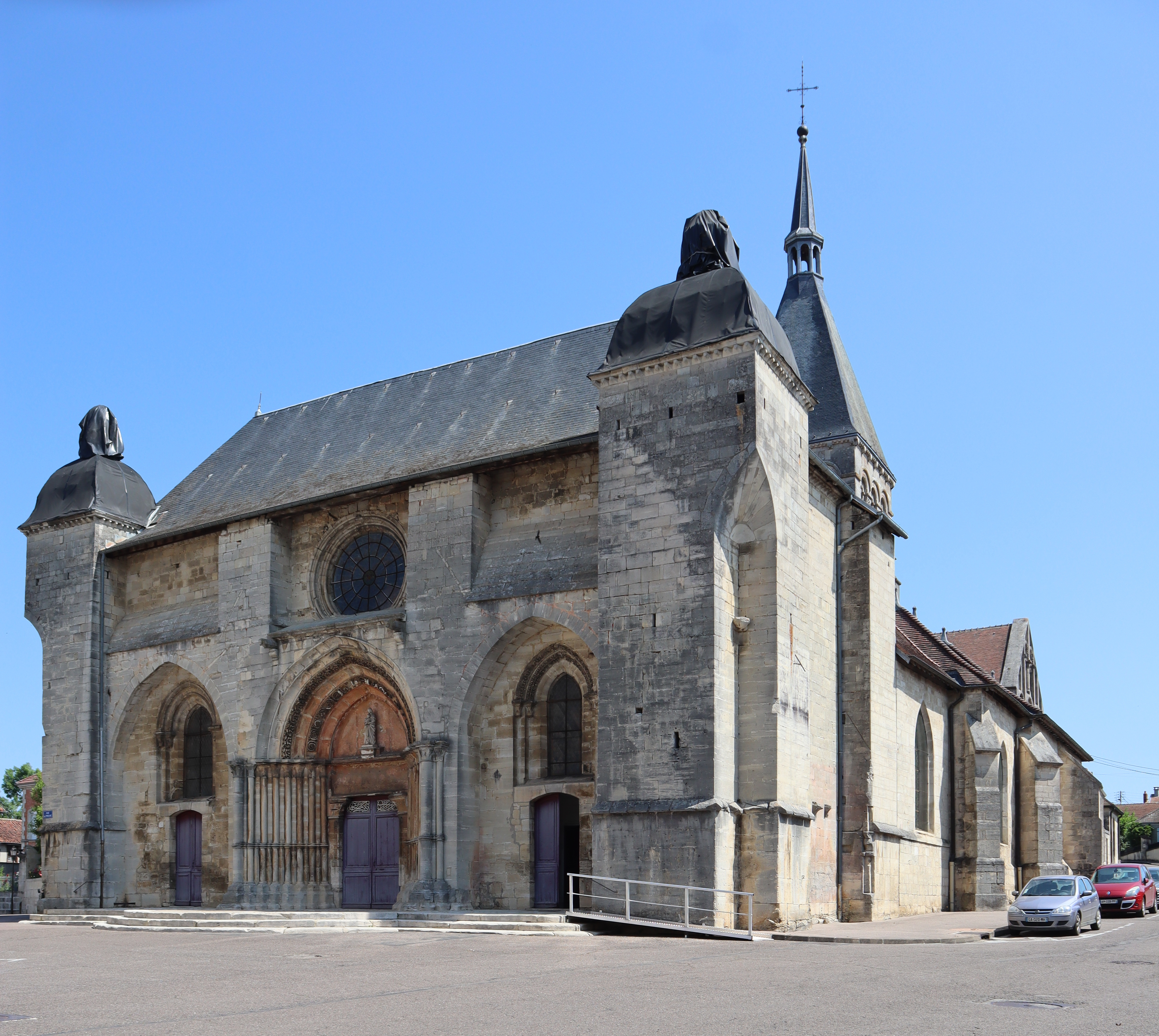
Kerk Notre-Dame-en-sa-Nativité

De Place Marie-Stuart is het centrale plein van Wassy. Het cirkelvormige plein is een herinnering aan de cirkelvormige stadsomwalling. Het plein werd genoemd naar Maria I van Schotland (1542-1587) die op het kasteel van Wassy zou verbleven hebben. Op de plaats van het verdwenen kasteel werd in 1845 het theater gebouwd. De Tour du Dôme werd gebouwd in 1748 naast een (intussen) afgebroken stadspoort. De kerk Notre-Dame-en-sa-Nativité is uit de 12e en de 17e eeuw.
Op de plaats van het bloedbad van 1562 is in 1980 het Musée Protestant ingericht. Een andere herinnering aan het protestantse verleden van Wassy is het 16e-eeuwse Maison Jacquelot waar een van de laatste pastors van Wassy woonde voor het Edict van Nantes dat een zekere godsdienstvrijheid waarborgde, werd ingetrokken.

## Wapen
Er worden twee wapens van Wassy gegeven:
 en .

## Geboren in Wassy
- Michel Creton (1942), acteur